# Dodecápolis etrusca
La dodecápolis etrusca (en griego: Δωδεκάπολις) es el conjunto de las doce ciudades-estado etruscas que, según la tradición, constituyeron en Etruria una poderosa alianza de carácter económico, religioso y militar, llamada Liga etrusca. Según Estrabón, las doce ciudades fueron fundadas por Tirreno.

## Ciudades de la Liga etrusca
La identidad de las doce ciudades de la Liga etrusca no se conoce con certeza (no hay ningún documento histórico, especialmente etrusco sobre este tema), por lo que sólo se puede especular. Formaron parte de la Liga, ciudades importantes como Arezzo (Aritim), Chiusi (Clevsin), Cisra (Caere), Perugia (Perusna), Populonia (Pupluna), Ruselas (Rusellae), Tarquinia (Tarchna), Vetulonia (Vetluna), Veyes, Volsinii (Velzna), Volterra (Velathri) y Vulci (Velch).
Con la caída en manos de los romanos de algunas de estas ciudades (como Veyes), o con el declive de las mismas, es probable que otras ciudades que hasta entonces se consideraban centros menores tomaran su lugar, como Cortona (Curtun), Falerii o Fiesole (Vipsl). Después de que Etruria se convirtiera durante el reinado de Augusto en la Región VII de la Italia romana, las ciudades principales fueron oficialmente quince.

## Dodecápolis padana y campana
En el siglo VI a. C. los etruscos decidieron extender su dominio en el norte y en el sur de Italia, sobre todo en Campania y en Emilia para formar otras dos regiones etruscas (de estilo colonial en el momento) que tomaron el nombre de Etruria  campana y Etruria padana. Para cada uno de estos dominios coloniales, se puede hablar de dodecápolis. Pero al igual que la dodecápolis de Etruria, es difícil tener la certeza de cuáles ciudades formaron parte de estas.
Las ciudades que seguramente integraron la dodecápolis campana fueron Acerra, Nola, Nuceria Alfaterna y Volturnum (actual Castel Volturno), y también, aunque en menor grado, Herculano, Pompeya, Salerno y Sorrento. Las que seguro formaron parte de la dodecápolis padana fueron Marzabotto, Spina y Volsinii, y probables las de Cesena, Mantua, Mediolanum (Milán), Módena, Parma, Plasencia, Rávena y Rímini.